# محوطه پیر درویش
محوطه پیر درویش مربوط به دوره ساسانیان - سده‌های اولیه دوران‌های تاریخی پس از اسلام است و در شهرستان ساری، بخش چهاردانگه، دهستان چهاردانگه، روستای بالاده واقع شده و این اثر در تاریخ ۲۶ اسفند ۱۳۸۶ با شمارهٔ ثبت ۲۱۹۴۷ به‌عنوان یکی از آثار ملی ایران به ثبت رسیده است.